# Sapucaia do Norte
Sapucaia do Norte é um distrito do município brasileiro de Galileia, no interior do estado de Minas Gerais. Segundo o censo demográfico de 2022, realizado pelo Instituto Brasileiro de Geografia e Estatística (IBGE), sua população era de 676 habitantes e havia 263 domicílios particulares permanentes ocupados. Possui área de 202,43 km² conforme a Fundação João Pinheiro (FJP). Foi criado pela lei nº 336 de 27 de dezembro de 1948, juntamente à emancipação da cidade.
De acordo com o IBGE, em 2010 a população era de 797 habitantes e havia 393 domicílios particulares.